# Lowell (Indiana)
Lowell és una població dels Estats Units a l'estat d'Indiana. Segons el cens del 2000 tenia 7.505 habitants.

## Demografia
Segons el cens del 2000, Lowell tenia 7.505 habitants, 2.697 habitatges, i 2.030 famílies. La densitat de població era de 710,2 habitants/km².
Dels 2.697 habitatges en un 39,3% hi vivien nens de menys de 18 anys, en un 62,2% hi vivien parelles casades, en un 10,3% dones solteres, i en un 24,7% no eren unitats familiars. En el 20,4% dels habitatges hi vivien persones soles el 7,6% de les quals corresponia a persones de 65 anys o més que vivien soles. El nombre mitjà de persones vivint en cada habitatge era de 2,74 i el nombre mitjà de persones que vivien en cada família era de 3,19.
Per edats la població es repartia de la següent manera: un 28,6% tenia menys de 18 anys, un 8,3% entre 18 i 24, un 31,1% entre 25 i 44, un 21,1% de 45 a 60 i un 10,8% 65 anys o més.
L'edat mediana era de 34 anys. Per cada 100 dones de 18 o més anys hi havia 91,3 homes.
La renda mediana per habitatge era de 49.173 $ i la renda mediana per família de 54.797 $. Els homes tenien una renda mediana de 45.023 $ mentre que les dones 23.378 $. La renda per capita de la població era de 19.752 $. Entorn del 5,6% de les famílies i el 6,5% de la població estaven per davall del llindar de pobresa.

## Poblacions més properes
El següent diagrama mostra les poblacions més properes.